# Dread Zeppelin

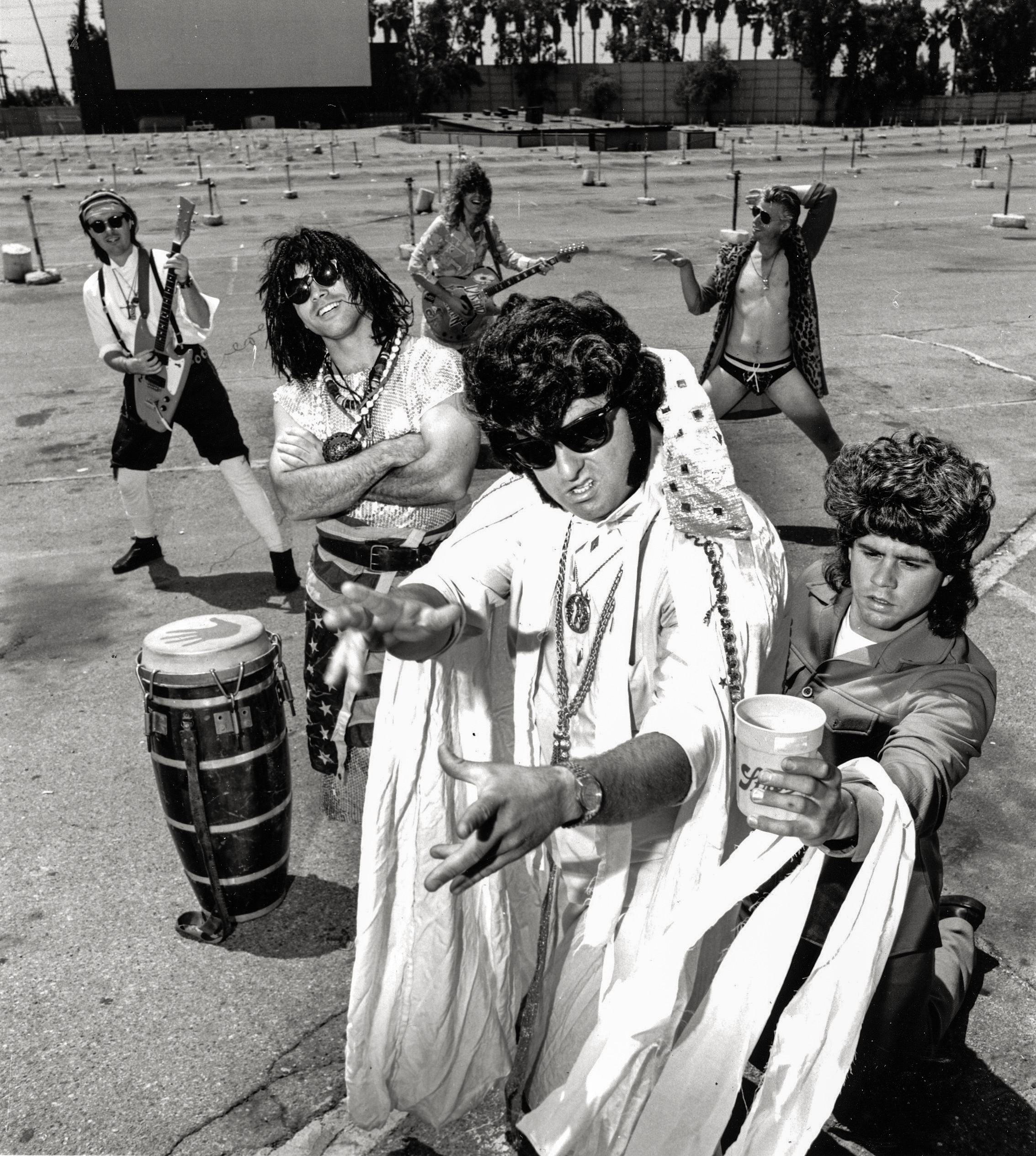
Dread Zeppelin, 1989

Dread Zeppelin ist eine US-amerikanische Band.
Die im Jahr 1989 gegründete Band wurde durch ihre Coverversionen der Songs von Led Zeppelin bekannt, die in einem Reggae-Stil gehalten sind und von dem Elvis-Presley-Imitator Tortelvis (Greg Tortell) gesungen wurden.
Nach etlichen neuen CD-Veröffentlichungen haben sie auch andere Musikrichtungen in ihr Programm mit aufgenommen. Für den Led-Zeppelin-Sänger Robert Plant ist Dread Zeppelin die beste Led-Zeppelin-Cover-Band.

## Diskografie
- Un-Led-Ed (1990)
- 5,000,000* *Tortelvis Fans Can't Be Wrong (1991)
- Rock'n Roll (1991)
- Live on Blueberry Cheesecake (1992) Fan Club Release
- It's Not Unusual (1992)
- Hot & Spicy Beanburger (1993)
- No Quarter Pounder (1995)
- The First No-Elvis (1995)
- The Fun Sessions (1996)
- Front Yard Bar*B*Que (1996)
- The Song Remains Insane - Doppel-Live-Album (1996)
- Spam Bake (1998)
- De-jah Voodoo (2000)
- Live - Live at Larry's (2002)
- Presents (2002)
- Live - Hots On for Fresno (2003)
- Re-Led-Ed (2004) Wiederveröffentlichung des 2000er Albums De-jah Voodoo
- Chicken and Ribs (2004)
- Chicken and Ribs / JahlaPalooza DVD Combo Package (2005)
- Bar Coda (2007)